# Josef Afritsch
Josef "Beppo" Afritsch (13 de março de 1901 - 25 de agosto de 1964) foi um horticultor austríaco que mais tarde tornou-se político (SPÖ). Entre 1959 e 1963, ele actuou como ministro do Interior da Áustria.